# Biga (carruaje)

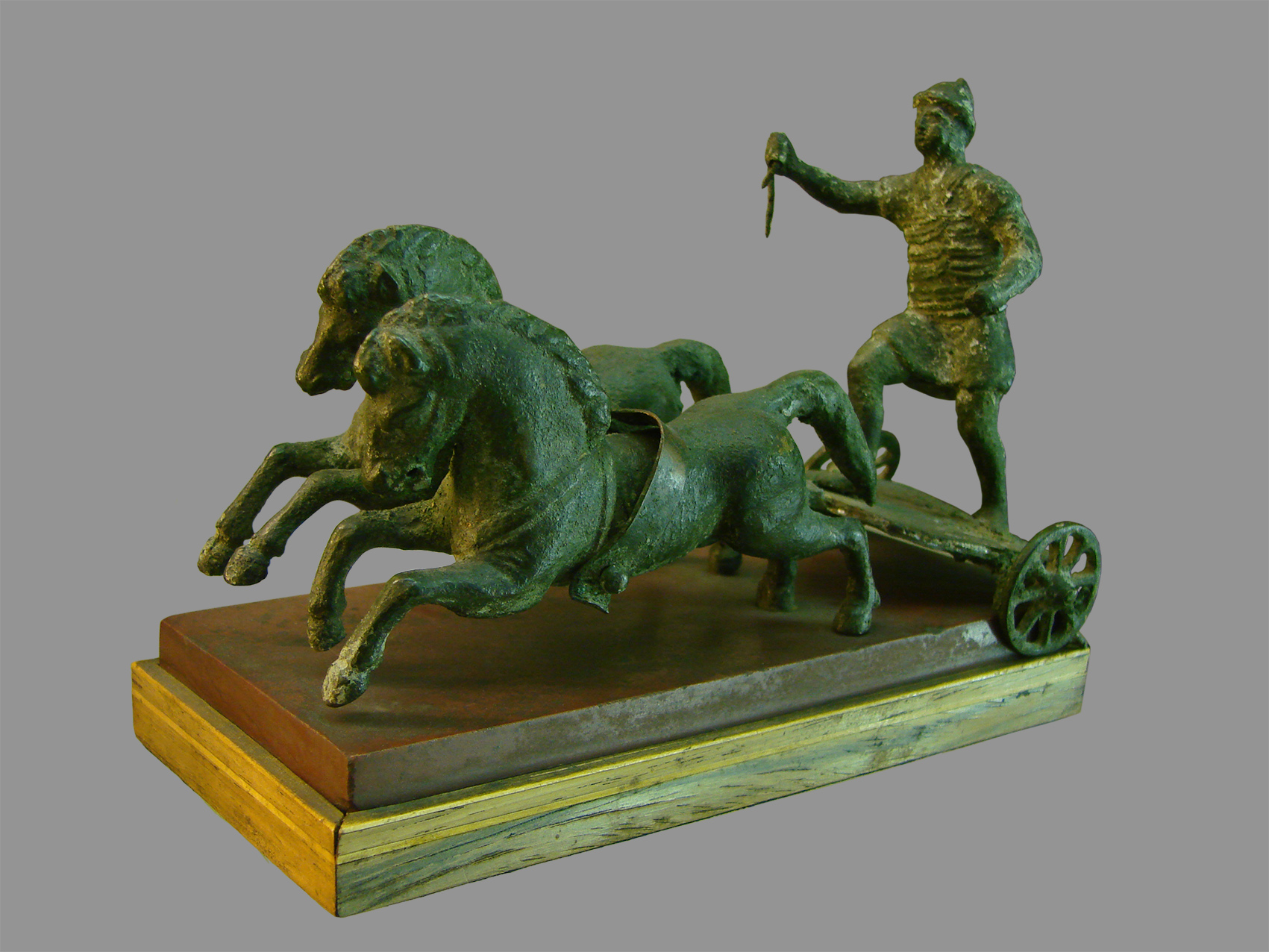
Biga galorromana de bronce. Museo de Laon.

Biga (del latín biga) era un carro tirado por dos caballos, inventado en Frigia, según Plinio el Viejo, y del que se sirvieron los griegos y romanos.
Se empleaba como carro de guerra y de carreras, dirigido por el auriga
Los héroes de Homero pelean en vehículos de esta clase. En pinturas, relieves y vasos egipcios, asirios, griegos y romanos, aparecen representados con frecuencia.
En las monedas se suele ver la misma representación con las figuras de distintas divinidades tiradas por dos caballos, dos ciervos, grifos, etc.
En la Antigua Grecia apareció como disciplina deportiva en los Juegos de la Olimpíada 81.
No confundir con los carros tirados por tres caballos a los cuales se les llama triga o a los de cuatro, cuadriga.
También se daba el nombre de biga o bigas al tronco de caballos que tiraban de un carro, sujetos a una lanza y unidos por una barra transversal, que se apoyaba sobre los lomos de los dos caballos.